# Eleanor Patterson
Eleanor Patterson (* 22. Mai 1996 in Leongatha) ist eine australische Leichtathletin, die sich auf den Hochsprung spezialisiert hat. Sie gewann bei den Weltmeisterschaften 2022 die Goldmedaille und 2023 in Budapest die Silbermedaille.

## Sportliche Laufbahn
Erste internationale Erfahrungen sammelte Eleanor Patterson 2013 bei den Jugendweltmeisterschaften in Donezk, bei denen sie mit einem Sprung über 1,88 m die Goldmedaille gewann. Im Jahr darauf nahm sie erstmals an den Commonwealth Games im schottischen Glasgow teil und siegte auch dort im Alter von nur 18 Jahren mit 1,94 m vor der Engländerin Isobel Pooley und Levern Spencer aus St. Lucia. 2015 qualifizierte sie sich für die Weltmeisterschaften in Peking, bei denen sie auf Anhieb bis in das Finale gelangte und dort mit 1,92 m den achten Platz belegte. 2016 nahm sie an den Olympischen Spielen in Rio de Janeiro teil, schied dort aber mit 1,89 m in der Qualifikation aus. Nach drei weniger erfolgreichen Jahren verbesserte Patterson am 28. Februar in Wellington den Ozeanienrekord ihrer Landsfrauen Vanessa Browne-Ward und Alison Inverarity um einen Zentimeter auf 1,99 m. 2021 siegte sie mit 1,87 m beim Queensland Track Classic und anschließend siegte sie mit 1,93 m auch bei den Paavo Nurmi Games sowie mit 1,96 m beim Janusz Kusociński Memorial, ehe sie beim Bauhaus-Galan mit 1,96 m Dritte wurde. Im Juli siegte sie mit derselben Höhe beim Meeting International de Sotteville und nahm daraufhin erneut an den Olympischen Sommerspielen in Tokio teil und wurde dort mit 1,96 m im Finale Fünfte. 
Im Februar 2022 übersprang sie in Banská Bystrica in der Halle 1,99 m und verbesserte damit die bisherige Bestmarke ihrer Landsfrau Alison Inverarity aus dem Jahr 1993 um zwei Zentimeter. Anschließend steigerte sie im März bei den Hallenweltmeisterschaften in Belgrad den Ozeanienrekord auf 2,00 m und gewann damit die Silbermedaille hinter der Ukrainerin Jaroslawa Mahutschich. Ende Juni siegte sie mit 1,96 m bei der Bauhaus-Galan und siegte anschließend bei den Weltmeisterschaften in Eugene mit einem Sprung über 2,02 m und setzte sich damit gegen die favorisierte Mahutschich durch. Daraufhin gewann sie bei den Commonwealth Games in Birmingham mit 1,92 m die Silbermedaille hinter der Jamaikanerin Lamara Distin. Anfang September wurde sie beim Memorial Van Damme mit 1,94 m Zweite und siegte dann mit 1,91 m bei der Gala dei Castelli. Im Jahr darauf stieg sie erst im Juli in die Saison ein und konnte sich bis zu den Weltmeisterschaften in Budapest kontinuierlich steigern und gewann dort mit 1,99 m im Finale die Silbermedaille hinter der Ukrainerin Jaroslawa Mahutschich. Kurz darauf wurde sie bei der Xiamen Diamond League mit 1,92 m Dritte. 2024 wurde sie bei der Doha Diamond League mit 1,91 m Dritte und gewann dann im August bei den Olympischen Sommerspielen in Paris mit 1,95 m im Finale die Bronzemedaille hinter der Ukrainerin Mahutschich und ihrer Landsfrau Olyslagers. Bei der Athletissima wurde sie mit 1,96 m Zweite.
2025 gewann sie bei den Hallenweltmeisterschaften in Nanjing mit einer Höhe von 1,97 m die Silbermedaille hinter ihrer Landsfrau Nicola Olyslagers.
In den Jahren von 2013 bis 2017 wurde Patterson australische Meisterin im Hochsprung.